# 古体诗
古體詩，是中國古代的一種文學體裁（與「近體詩」相對）。古体诗和樂府詩並稱為「漢代文學雙璧」或「雙葩」。古體詩可簡稱古詩。但“古诗”一词也是“中国古典诗歌”或“中国古代诗”（旧体诗）的簡稱。

## 古体詩的定義
唐朝以前的詩歌，不分古體近體。初唐開始，律詩和絕句的格式固定下來，以前那些形式格律不嚴格不講究的詩體，就一律稱作古體，並把律詩絕句合稱為近體。即使在唐代抑或以後，仍有許多詩人依古體寫作詩篇。「古體」云云並不含有時代分期的意思。

## 古体詩的特點
形式特點上，古體近體的差別在於，古體詩是一種較少拘束的詩體，句子數目不拘，篇幅不限，每句字數不拘，不嚴格講究平仄與對仗，也不講究押韻方式，可以兼用平聲韻與仄聲韻。
古體詩最基本的形式是五言古詩，以及七言古詩。主要有七種體裁：四言、五言、七言、五七雜言、三七雜言、三五七雜言、錯綜雜言。也有其他形式的古體詩：二言詩（如《彈歌》）、三言詩（如《漢書·禮樂志》記載的《練時日》）、六言詩（如张衡《归田赋》，王維《田園樂》）、八言詩（如庾信《燕射歌辞·周五卢调曲》）、九言詩（如宋謝莊《歌白帝》）等等。
古體近體兩種體裁的選擇，有時受作品主題或內容影響。如杜甫往往用不同的詩體，表達不同的內容，古體詩較少格律限制，便於鋪敘描寫，敘事遂多用古體，而抒情則多用近體詩。

## 古体詩作品舉例
今日中國最廣為人知的古體詩多為五言詩或七言诗，具代表性的有《古詩十九首》、陶渊明的《归园田居》、陳子昂之《登幽州臺歌》、李白的〈古風〉五十九首、〈月下獨酌〉四首、〈宣州謝朓樓餞別校書叔雲〉、〈金陵酒肆留別〉、杜甫的三吏三别、白居易的《長恨歌》與《琵琶行》、龔自珍《西郊落花歌》等等。四言诗有诸如曹操的《观沧海》。